# 耳あて

耳あての装着例

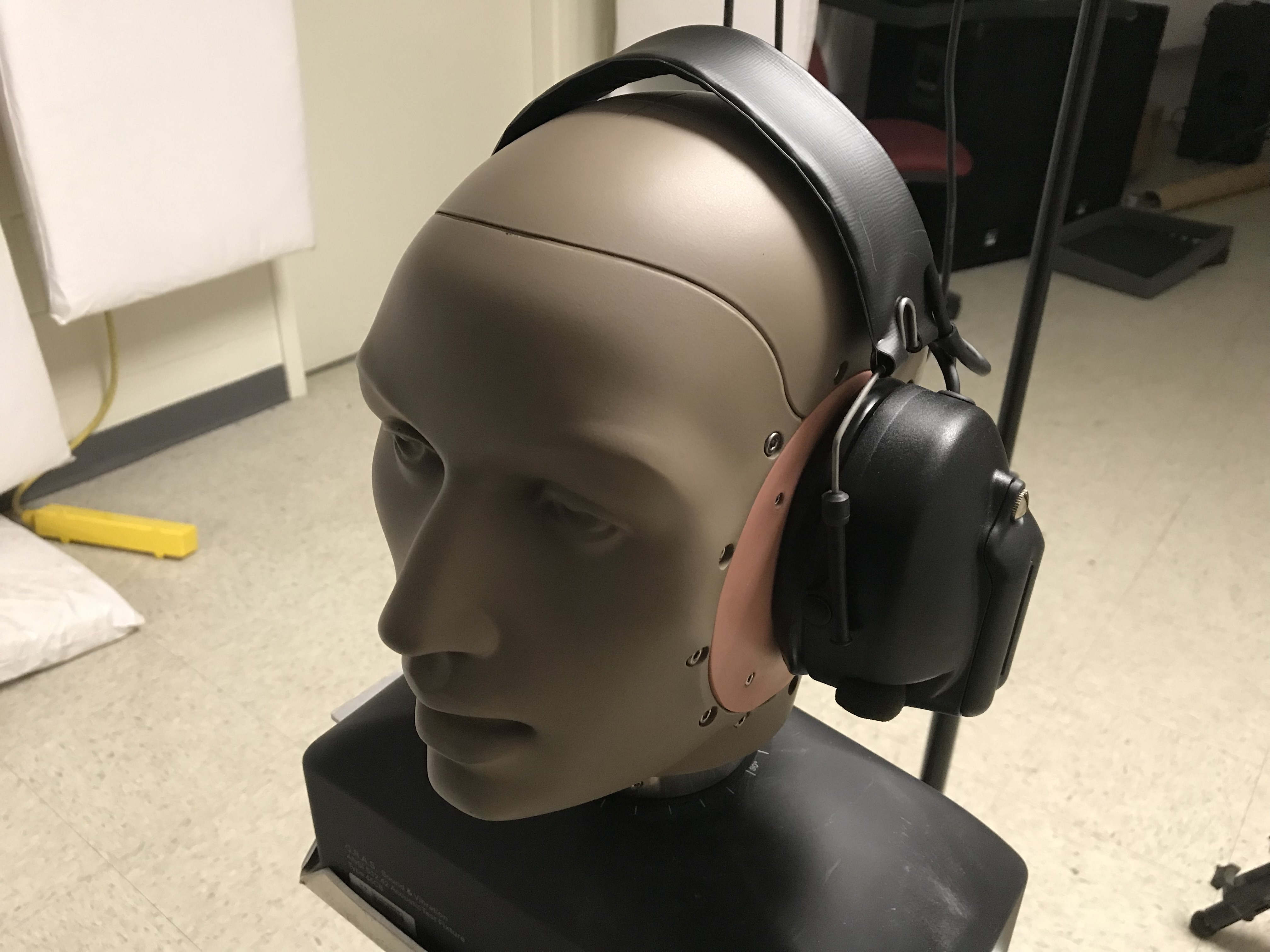
防音用イヤーマフ

耳あて（みみあて、英語: Earmuff）は、耳を保護するために着用する道具。
ヘッドフォンに似た形をしており、両側の袋状の部分を耳をおおうようにして用いられる。
防寒、防音など用途に応じて複数のタイプがある。
耳袋（みみぶくろ）などとも呼ばれる。

## 用途

### 防寒
雪国ではメジャーな製品である。また、アクセサリの一種ともみなされファッション性にこだわったものも多い。
冬季シーズンでコート、マフラーなどと併用される形でよく使われる。今では、柄（耳と耳をつなぐプラスチック部分）が無い耳当ても存在する。 

### 防音用イヤーマフ
防音性能の高い素材でできており、銃の発砲音や工場の騒音などから労働者を保護し、音響外傷を防止するために着用される。